# Músculo romboides menor
El Músculo romboides menor  surge de la parte inferior del ligamento nucal y de las apófisis espinosas de la séptima vértebra cervical y la primera vértebra torácica . 
Se inserta en los bordes de las vértebras, cerca del punto donde se une la columna vertebral con la escápula. Por lo general, es separada del músculo romboides mayor por un ligero intervalo, pero los márgenes adyacentes de los dos de vez en cuando están unidos. El Romboides menor está en la parte superior al romboides mayor.

## Galería

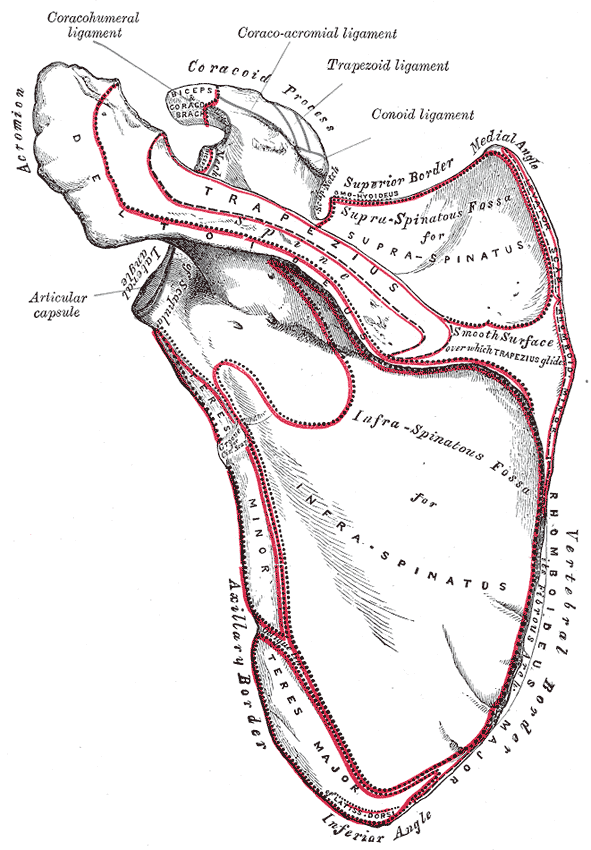
Escápula izquierda. Superficie dorsal.
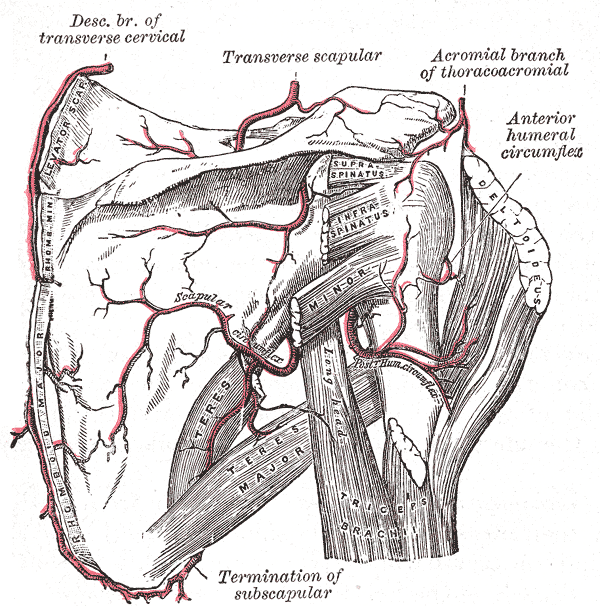
Escápula y las arterias circundantes.

- Datos: Q901538
- Multimedia: Rhomboid minor muscles / Q901538